# Online Fussball Manager
Der OnlineFussballManager, kurz OFM, ist ein Online-Fußballmanagerspiel. Das Spiel wurde am 10. März 2003 veröffentlicht und steht mittlerweile in verschiedenen Versionen auf Deutsch, Englisch, Türkisch, Französisch, Italienisch, Spanisch, Polnisch und Russisch zur Verfügung. Das Spiel hatte etwa 180.000 registrierte Spieler im Jahr 2010, 70.000 aktive Spieler im April 2015 und ca. 40.000 aktive Spieler im Jahr 2020.
Anders als bei den meisten Fußballmanagern findet beim OFM jeden Tag ein Liga- und ein Freundschaftsspiel statt. Die Berechnung der Ligaspiele erfolgt entsprechend jede Nacht. In dieser Zeit ist kein Login möglich.

## Geschichte
Im Studentenclub des Campus Merseburg wurde die Idee eines webbasierten Fußball-Managerspiels ins Leben gerufen. Das Spiel sollte einfach in der Bedienung sein und dennoch eine komplexe Spieltiefe besitzen, so dass einerseits unterschiedliche Strategien zum Erfolg führen können und umgekehrt Erfolg nicht direkt vom Zeitaufwand des Users abhängig ist.
Die erste Version des Spiels wurde im Februar 2003 von Tobias Meisel und Stephan Ebert entwickelt. Mit vielen heute noch existierenden Funktionalitäten ging das Spiel am 10. März 2003 online.
Im Oktober 2003 übernahm Frank Lukaschewski in Zusammenarbeit mit Tobias Meisel und Stephan Ebert das Grafik- und Gamedesign. Im Dezember 2003 wurde das Entwicklerteam durch Maik Dokter, einen motivierten OFM-User, verstärkt. Maik Dokter und Frank Lukaschewski erkannten frühzeitig das Potenzial dieser Idee und übernahmen im Oktober 2005 das Spiel. In der Folge bauten sie den OnlineFussballManager Stück für Stück zu einem der erfolgreichsten Fußballmanager im deutschsprachigen Raum auf. Am 29. November 2006 schließlich wurde die OnlineFussballManager GmbH gegründet.
In den vergangenen Jahren wurde das Spiel mehrfach ausgezeichnet, unter anderem war es für den ersten Deutschen Computerspielpreis 2009 als bestes Browsergame nominiert.

## Das Spiel

### Ligen und Länder
In den mittlerweile 32 Ländern (Deutschland, Schweiz, Österreich, Italien, England, Spanien, Türkei, Frankreich, Brasilien, Argentinien, Russland, Niederlande, Polen, Griechenland, Portugal, Schweden, Jamaika, USA, Kamerun, Tschechien, Australien, Schottland, Japan, Südafrika, Trinidad & Tobago, Dänemark, Irland, Serbien, Kroatien, Mexiko, Südkorea, Elfenbeinküste) gibt es Ligen, die an das reale deutsche Ligasystem „angelehnt“ sind. In jeder Liga spielen entsprechend 18 Teams. Im März 2008 wurde in Deutschland als unterste Liga die Kreisklasse eingeführt, um Wartelisten für das virtuelle Spielland Deutschland zu vermeiden und größere Kapazitäten für Neuanmeldungen zu schaffen. Diese musste in der Saison 62 (Ende Januar 2009) um eine Starterliga ergänzt werden, die seit Saison 91 (Ende Oktober 2011) Gemeindeliga hieß, um den nun über 45.954 in deutschen Ligen spielenden Vereinen Platz zu bieten. Die Spieler stammen aus 206 Nationen.
Zudem gibt es seit November 2012 einen 2. deutschen Server, auf dem es Ligen in insgesamt 16 Ländern gibt. Neu dabei sind Ägypten, Bosnien und Herzegowina, Kuba, Neuseeland, Norwegen, San Marino, Thailand und Ukraine.

### Team, Einsatz, Taktik und Mannschaftsaufstellung
Der Manager kann aus neun verschiedenen Spielsystemen, drei verschiedenen Taktikmöglichkeiten (Konter, Ballbesitz, Offensiv) und zwischen fünf unterschiedlichen Einsätzen (Diva, Fair Play, Normal, Körperbetont, Brechstange) seine ganz persönliche Spielweise auswählen. Durch hohen Einsatz gibt es eine größere Gewinnchance, es vergrößert sich jedoch auch das Risiko, gelbe oder rote Karten zu bekommen, außerdem hat der Einsatz Auswirkungen auf die Frische der Spieler, die für das Training entscheidend ist. Jederzeit können das Spielsystem, die Taktik und auch die Aufstellung geändert werden.
Spieler für sein Team verpflichtet man vom Amateurmarkt, der vor allem für die Neueinsteiger wichtig ist, oder man wird auf dem Transfermarkt fündig. Wichtig für den Kader ist es, einen starken Torwart sowie einen oder mehrere starke Stürmer zu verpflichten. Das ist meistens entscheidend, um eine erfolgreiche Mannschaft an den Start zu bringen. Diese beiden Spielertypen werden auf dem Transfermarkt auch am höchsten gehandelt.

### Spieler / Auf- und Abwertungssystem
Die Stärke eines Spielers bestimmt sich durch Trainingspunkte (TP) und Erfahrungspunkte (EP). Aus diesen beiden Werten werden die relevanten Aufwertungspunkte (AWP) über das harmonische Mittel ermittelt. Durch geschicktes Training, Trainingslager, Turniere, Spieleinsätze und gewonnene Zweikämpfe können diese Werte erhöht werden (durch verlorene Zweikämpfe und vergebene Torchancen aber auch durchaus verringert). Die Spielerauf- bzw. -abwertung findet am 0./9./18./27. Spieltag statt.

### Saisonablauf
Eine Saison besteht aus 34 Spieltagen und einem zusätzlichen Spieltag 0, der am Beginn einer jeden neuen Saison steht. An jedem Tag, außer eben am Spieltag 0, wird ein Ligaspiel gespielt, dessen Ergebnis über Nacht berechnet wird. Am Ende einer jeden Saison werden die Ligen neu gemischt: Die beiden Bestplatzierten (manchmal auch der Drittplatzierte) einer jeden Liga steigen in eine höhere Liga auf (Ausnahme: 1. Liga), die vier Schlusslichter einer jeden Liga steigen ab (Ausnahme: Zu dieser Zeit bestehende unterste Liga). Außerdem kann der Manager jeden Spieltag ein Freundschaftsspiel organisieren und austragen. Manchmal werden über diese Freundschaftsspiele von der Community selbst organisierte „Cups“ ausgetragen. Diese Spiele nehmen auch Einfluss auf die Aufwertungspunkte der einzelnen Spieler und bringen Zusatzeinnahmen. Zudem gibt es seit Saison 68 die Möglichkeit, sogenannte „FunCups“ zu organisieren, die zusätzlich zu den Freundschaftsspielen abgehalten werden. Allerdings nehmen diese keinen Einfluss auf die Entwicklung der Spieler.

### Geld und Sponsoring
Jedem Manager wird zu Anfang ein Startkapital zur Verfügung gestellt, welches 200.000 € beträgt (in Deutschland nur 100.000 €). Weitere Einnahmequellen sind Sponsoring, Zuschauereinnahmen (Stadion) und geschicktes Verkaufen eigener Spieler auf dem Transfermarkt, der länderübergreifend und ligaunabhängig für alle Manager zugänglich ist und auf einem Vickreyauktionssystem basiert. Der Plus-Account bietet zudem die Möglichkeit des Wettens auf Spiele. Außerdem kann man sich bei der Bank Geld leihen, wofür diese allerdings Zinsen verlangt. Der Manager hat Anfang jeder Saison die Chance, den für sein Team idealen Sponsor aus fünf verschiedenen Sponsoren zu wählen, wobei jeder Sponsor ein anderes Ziel weitestgehend unterstützt (Klassenerhalt, Aufstieg, Antrittsprämie oder Siegprämie).

### Stadion
Eine wichtige Einnahmequelle – gerade in den höheren Ligen – ist das Stadion. Jeder Manager besitzt zu Beginn ein kleines Stadion, welches 400 Zuschauer fassen kann. Vier verschiedene Blöcke (Nord, Süd, Ost, West) können ausgebaut werden, wenn man über die entsprechenden finanziellen Mittel verfügt. Das Stadion fasst maximal 399.996 Plätze und es können vier Tribünen-Arten Stehplatz mit/ohne Dach und Sitzplatz mit/ohne Dach verwendet werden. Die Eintrittspreise können für jedes Spiel einzeln festgelegt werden, um maximalen Gewinn zu erwirtschaften. Auch fallen regelmäßige Kosten für die Reparatur der Stadion-Blöcke an, die – wenn man sie nicht tätigt – die Stadionkapazität nach und nach verringern. Zusätzlich kann das Stadionumfeld in 4 Kategorien (Flutlicht, Anzeigetafel, Sicherheit und Parkplätze) in je 4 Stufen ausgebaut werden, was die Zuschauerzahlen positiv beeinflusst, jedoch auch erhebliche laufende Unterhaltskosten verursacht.

### OFM- und Weltpokal
An festgelegten Spieltagen wird zusätzlich der OFM-Pokal ausgetragen. An diesem Pokal nehmen alle 1.152 Mannschaften eines Landes ab der Landesliga teil. Zusätzlich werden noch 914 Vereine aus der Landesklasse zufällig ausgelost, wodurch 2.048 Mannschaften teilnehmen. Ein Weiterkommen im Pokal bringt nicht nur zusätzliche Einnahmen durch Zuschauer und jede Runde ansteigendem Antrittsgeld, es ist auch eine weitere Möglichkeit, Erfahrungspunkte für seine Spieler zu sammeln.

Seit der Saison 95 gibt es zusätzlich den Weltpokal, bei dem aus allen Ländern des OFM die Meister und Vizemeister und die Pokalsieger und Vizepokalsieger der letzten Saison gegeneinander antreten und somit die beste Mannschaft des OFM ausgespielt wird.

### Jugendförderung
Mit 15 Jahren kommen so viele Jugendspieler, wie die Ausbaustufe des Jugendcamps bietet, am Spieltag 0 in den Trainingskader. Dazu können Jugendspieler durch einen Scout gesucht und nach Ablauf der Suchzeit dem Trainer zur möglichen Aufnahme in den Jugendkader vorgestellt. Durch je nach Budget in der Intensität regulierbares normales Training sowie je nach Ausbaustufe des Camps vorhandene Anzahl von zu vergebenden Einzeltrainings während der Saison können die Spieler an Stärke dazugewinnen. Ab einem Alter von 17 Jahren befindet sich der Spieler in der A-Jugend und kann sich für die Profilaufbahn empfehlen. Ein Spieler kann erst in den Kader übernommen werden, wenn der Jugendspieler sich endgültig für eine Laufbahn als Fußballprofi entscheidet. Alle Jugendspieler können spätestens im Laufe des 19. Lebensjahres unter der Voraussetzung verpflichtet werden, dass sie bereits Stärke 1 erreicht haben.

## Produktion
Seit der Erstveröffentlichung am 10. März 2003 befindet sich der Onlinefussballmanager weiter in der Entwicklung. In nahezu jeder Saison werden neue Erweiterungen und Korrekturen ins Spiel integriert, welche aber ab der Version 4.1 teilweise nur kostenpflichtig nutzbar sind. „Freischalten“ kann man diese kostenpflichtigen Erweiterungen durch den Kauf sogenannter Kixx-Punkte, mit denen verschieden wählbare Features gekauft werden können.

## Auszeichnungen
- "Bestes Browsergame 2007" ausgezeichnet vom IT-Magazin PC-Welt
- Nominiert für den Deutschen Computerspielpreis 2009 in der Kategorie "Bestes Browserspiel"
- Nominiert für den "Start Award NRW" 2009
- MMO of the Year: Bestes Sport MMO 2012
- MMO of the Year: Bestes Sports MMO 2013
- Nominiert für den Deutschen Entwicklerpreis 2013